# 68 Водолея
68 Водолея (лат. 68 Aquarii), g² Водолея (лат. g² Aquarii), HD 215721 — одиночная звезда в созвездии Водолея на расстоянии приблизительно 270 световых лет (около 83 парсеков) от Солнца. Видимая звёздная величина звезды — +5,24m. Возраст звезды оценивается как около 3,79 млрд лет.

## Характеристики
68 Водолея — жёлтый гигант спектрального класса G8III. Масса — около 1,39 солнечной, радиус — около 10,05 солнечных, светимость — около 58,5 солнечных. Эффективная температура — около 4983 К.